# Isaac Semionovitch Brouk
Isaak Semionovitch Brouk (russe : Исаак Семенович Брук, transcription anglaise Isaac Semenovich Bruk ; né le 8 novembre 1902 à Minsk et mort le 6 octobre 1974 à Moscou) est un pionnier de l'informatique soviétique.

## Formation et premières années en tant qu'ingénieur électricien
Brouk est issu d'un milieu juif pauvre, son père travaille dans une fabrique de tabac. À partir de 1920, il fréquente l'École technique supérieure de Moscou (MHTS), où Karl Krug est de ses professeurs d'électrotechnique. Après avoir obtenu son diplôme en 1925 (sur le contrôle des machines asynchrones triphasées), il fait des recherches sous la direction de Krug à l'All-Unions Institute for Electrical Engineering (UEEI), qu'il fonde en 1922 et qui joue un rôle central dans l'électrification de l'Union soviétique et a reçu le soutien de l'État le plus généreux. Brouk a travaillé comme ingénieur électricien sur le développement de moteurs électriques (moteurs asynchrones) et d'autres problèmes à Kharkiv.

## Premier poste en informatique
En 1935, il s'installe à l'Institut de génie électrique de l'Académie des sciences de Moscou (PEI). En 1935, il développe son premier ordinateur analogique pour la simulation des réseaux d'alimentation électrique, pour lequel il obtient son doctorat en 1936 (titre de candidat) et l'habilitation la même année (doctorat russe).
Il en résulte un grand ordinateur mécanique utilisé pour résoudre des équations différentielles. La machine est prête en 1939, et la même année, pour cette réalisation et d'autres, Brouk est enrôlé comme membre correspondant de l'Académie des sciences de Russie.
Pendant la Seconde Guerre mondiale, il poursuit ses recherches sur l'ingénierie électrique et les systèmes de contrôle des canons antiaériens, qui sont également équipés de simples ordinateurs analogiques mécaniques. À la suite de ce travail, en 1947, il devient membre de l'Académie soviétique des sciences de l'artillerie.
Dans l'immédiat après-guerre, il développe au PEI un calculateur électromécanique analogique (Analyseur différentiel) pour la résolution d'équations intégrales.

## Ordinateurs électroniques
Bruk est conscient que les ordinateurs électroniques sont l'avenir et il saute sur l'occasion quand, en mai 1948, Aksel Ivanovitch Berg le présente au talentueux jeune ingénieur Bachir Iskanderovitch Rameïev, qui s'intéresse également aux ordinateurs électroniques. En seulement quatre mois, ils développent la conception d'un ordinateur électronique de type von Neumann (avec programme stocké) pour lequel ils reçoivent un brevet soviétique en décembre 1948. Alors que Rameyev a entre-temps été réintégré dans l'armée pour travailler en Extrême-Orient en tant qu'instructeur radar pour la marine, en 1950/51, Brouk entreprend de construire l'ordinateur à tube M-1. Il est assisté par le jeune ingénieur en informatique Nikolaï Iakovlevitch Matioukhine (1927-1984). Malgré des contraintes financières (grâce à ses contacts avec l'Académie d'Artillerie, il reçoit des pièces électroniques provenant de stocks allemands capturés), le prototype est achevé en 1952, à peu près en même temps que le MESM de Sergueï Lebedev à Kiev, qui, cependant, ignore les autres projets en raison du secret militaire qui les entourait.
Le M-2 a suit en 1952 sous la direction de Mikhail Alexandrovitch Kartsev (1923-1983), dans lequel la logique est déjà partiellement mise en œuvre avec des semi-conducteurs. Il entre en service à l'été 1953 et divers exemplaires sont installés dans d'importants instituts scientifiques pour l'ITEP. À cette époque, en Union soviétique, il n'a que la concurrence du BESM de Lebedev et du Strela de Rameïev.
Le M-2 plus avancé (dont la construction est dirigée par Kartsev) utilise également des adresses tronquées comme les ordinateurs de deuxième et troisième génération (par ex. B. System/360), ce qui signifie que les registres concernés ne sont plus spécifiés directement dans les instructions, mais via une adresse mémoire.
Brouk tourne également son attention vers la conception d'un ordinateur plus petit, le M-3, en 1956-57. Il doit chercher lui-même des clients pour eux, car ils ne sont pas inclus dans le plan de l'État. Il le trouve dans les voyages spatiaux (Sergueï Korolev), à Erevan en Arménie (ordinateur Razdan et Aragats, après avoir convaincu Viktor Ambartsumian), en Hongrie (où il forme la base du premier ordinateur électronique hongrois), à Pékin (dans une usine de fabrication de téléphones) et à l'institut d'Andranik Guevondovitch Iossifian (1905–1993) à Moscou. En 1957, le M-3 est finalement repris dans la production d'État et produit à Minsk sous Gueorgui Pavlovitch Lopato, qui développe la série d'ordinateurs Minsk à partir de celui-ci. Les ordinateurs de contrôle développés à l'Institut de Moscou pour les machines électroniques ont également leurs origines dans le M-3.

## Directeur de l'IECM
Brouk reçoit une reconnaissance officielle et devient directeur de l'Institut des machines de contrôle électronique (IECM) de l'Académie des sciences, nouvellement créé en 1958, et produit un rapport fondateur pour l'Académie des sciences (1958).
En 1957, une équipe dirigée par Mikhail Alexandrovitch Kartsev à l'IECM développe un ordinateur de processus pour contrôler les réseaux radar, le M-4, qui entre en production en série en 1962. Le développement rapide de l'ordinateur nécessite une modernisation peu de temps après, le M-4M, qui entre en production en 1964 et est produit pendant quinze ans.
Un autre ordinateur de processus pour contrôler les centrales électriques est développé sous la direction de Brouk, le M-7.
Le projet M-5 d'un ordinateur de deuxième génération (avec une logique de transistor et une mémoire à noyau de ferrite et une architecture de bus) n'a pas dépassé le stade du prototype en 1961.
Brouk se tourne de plus en plus vers l'application des ordinateurs dans la planification économique dans la seconde moitié des années 1950 (influencé par les idées de Wassily Leontief et Leonid Kantorovitch). Cela se heurte à l'opposition de la bureaucratie de planification de l'État et, en 1964, il est contraint de démissionner de son poste de directeur de l'IECM.
Il reste conseiller de l'IECM sur l'architecture informatique et participe au développement, par exemple, des M-4000, M-4030, M-400 et SM-3, SM-4 à la fin des années 1960 et 1970 - la série SM EVM étant des copies du PDP-11 de DEC.
Il est décédé en 1974, sa tombe se trouve au cimetière Vvedenskoïe à Moscou.